# Суза, Джон Филип
Джон Филип Су́за (англ. John Philip Sousa; 6 ноября 1854, Вашингтон ― 6 марта 1932, Рединг, штат Пенсильвания) ― американский композитор и дирижёр духовых оркестров, автор национального марша США «The Stars and Stripes Forever». Суза вошёл в историю американской музыки как «король маршей». Разработал и ввёл в использование сузафон.

## Биография
Оба родителя Сузы были иммигрантами: отец, Жуан Антониу Соуза, тромбонист оркестра морской пехоты Соединённых Штатов «Марин бэнд», родился в Испании и имел португальское происхождение, мать, Мария Элизабет Тринкаус ― родом из Баварии. В советских изданиях музыкальной энциклопедии (1981) и энциклопедического словаря (1990) утверждается, что настоящее имя и фамилия музыканта — Зигфрид Окс (Siegfried Ochs), и что псевдоним фамилии Sousa образован либо от первых букв настоящего имени и фамилии S и O + USA (США), либо от выражения «Super Omnia USA» («Америка превыше всего»). Музыкальный словарь Гроува утверждает, что такая версия не имеет под собой достаточных оснований. Соуза (порт. Sousa) — достаточно распространённая фамилия в Португалии.
Джон Филип, третий из десяти детей в семье, не отличался хорошим здоровьем и на первых порах воспитывался и получал образование дома. Позднее, уже учась в школе, он стал брать уроки игры на скрипке у Джона Эспуты, теории музыки и композиции ― у Джорджа Феликса Бенкерта, также осваивая фортепиано, флейту и медные духовые инструменты. В возрасте одиннадцати лет Суза организовал свой первый духовой оркестр, а в тринадцать ― собирался сбежать с бродячим цирком, но по настоянию отца поступил в «Марин бэнд». В это время он также выступает как скрипач и пробует силы в композиции.
В 1874 Суза покидает оркестр, но продолжает выступления в качестве скрипача, в том числе на домашних концертах у заместителя Госсекретаря США Уильяма Хантера. После кратковременного сотрудничества с несколькими вашингтонскими театрами в качестве дирижёра в 1876 году Суза отправляется в Филадельфию, где принимает участие в торжествах по случаю столетия США. Оркестром, собранным по этому случаю, был приглашён руководить Жак Оффенбах, а Суза играл в нём первую скрипку. Деятельность Сузы в Филадельфии продолжилась: он выступал с концертами и писал музыку для театральных постановок. Среди его работ этого времени ― аранжировки нескольких оперетт Гилберта и Салливана, в том числе одной из наиболее популярных ― «Фрегат „Пинафор“», для которой Суза написал новую оркестровку, высоко оценённую самими авторами.
На одном из этих спектаклей в 1880 году присутствовал комендант морской пехоты полковник Чарльз Макколи (англ. Charles Grymes McCawley). Узнав, что музыка, которая ему очень понравилась, аранжирована и исполнена бывшим его оркестрантом, он пожелал встретиться с ним за обедом, и недолго думая предложил ему пост дирижёра Оркестра морской пехоты, пребывавшего тогда в не лучшем виде. За двенадцать лет работы с этим коллективом Суза вывел его в число лучших духовых оркестров Америки. Он активно участвовал в расширении репертуара оркестра, аранжируя для него классические произведения и сочиняя новую оригинальную музыку (преимущественно марши). 1880-е годы ― время начала популярности Сузы как композитора: первый его крупный успех в жанре оперетты ― «Желанная» (1883), а среди маршей большую популярность завоевал «Гладиатор» (1886). В 1890―1892 Суза вместе с оркестром провёл крупные гастрольные туры по США.
К этому времени Суза стал остро ощущать, что его положение военнослужащего неофицерского ранга, резко контрастирует с его известностью и популярностью, и мешает ему развиваться дальше как дирижёру и композитору. Поэтому он принял предложение мецената Дэвида Блейкли организовать собственный оркестр и уволился с военной службы. Новый коллектив, получивший известность просто как «Оркестр Сузы», с первого сезона своего существования с большим успехом выступал по всей стране, в 1900 ― на Всемирной выставке в Париже, в 1900―1905 ― в странах Европы, а в 1910―1911 провёл мировое турне. На 1890-е приходится пик популярности оперетт Сузы, среди которых ― «Капитан» (El Capitan, 1895).
Насыщенная концертная жизнь оркестра прервалась лишь в 1914, с началом Первой мировой войны, а после неё вновь возобновилась. Лишь в 1929, после начала Великой депрессии, количество концертов сократилось, а последние выступления оркестра состоялись в сентябре 1931. В 1920-е Суза помимо руководства оркестром занимался проблемами музыкального образования и участвовал в жюри конкурсов.
Суза умер в 1932 от инфаркта в городе Рединг, штат Пенсильвания, вскоре после репетиции с местным духовым оркестром. Он похоронен на кладбище Конгресса в Вашингтоне.

## Память
- Архивы документов, связанных с именем Сузы, хранятся в библиотеках Конгресса США, Иллинойсского университета, Оркестра морской пехоты США.
- В честь композитора был назван военный транспорт типа Либерти — SS John Philip Sousa[англ.] (1943—1946, далее под иными именами как коммерческое судно). Судовой колокол с корабля включён в состав группы ударных инструментов Оркестра морской пехоты США.
- Герой рассказа Курта Воннегута «Курт Воннегут. Мальчишка, с которым никто не мог сладить» получает трубу Джона Филиппа Сузы.

## Творчество

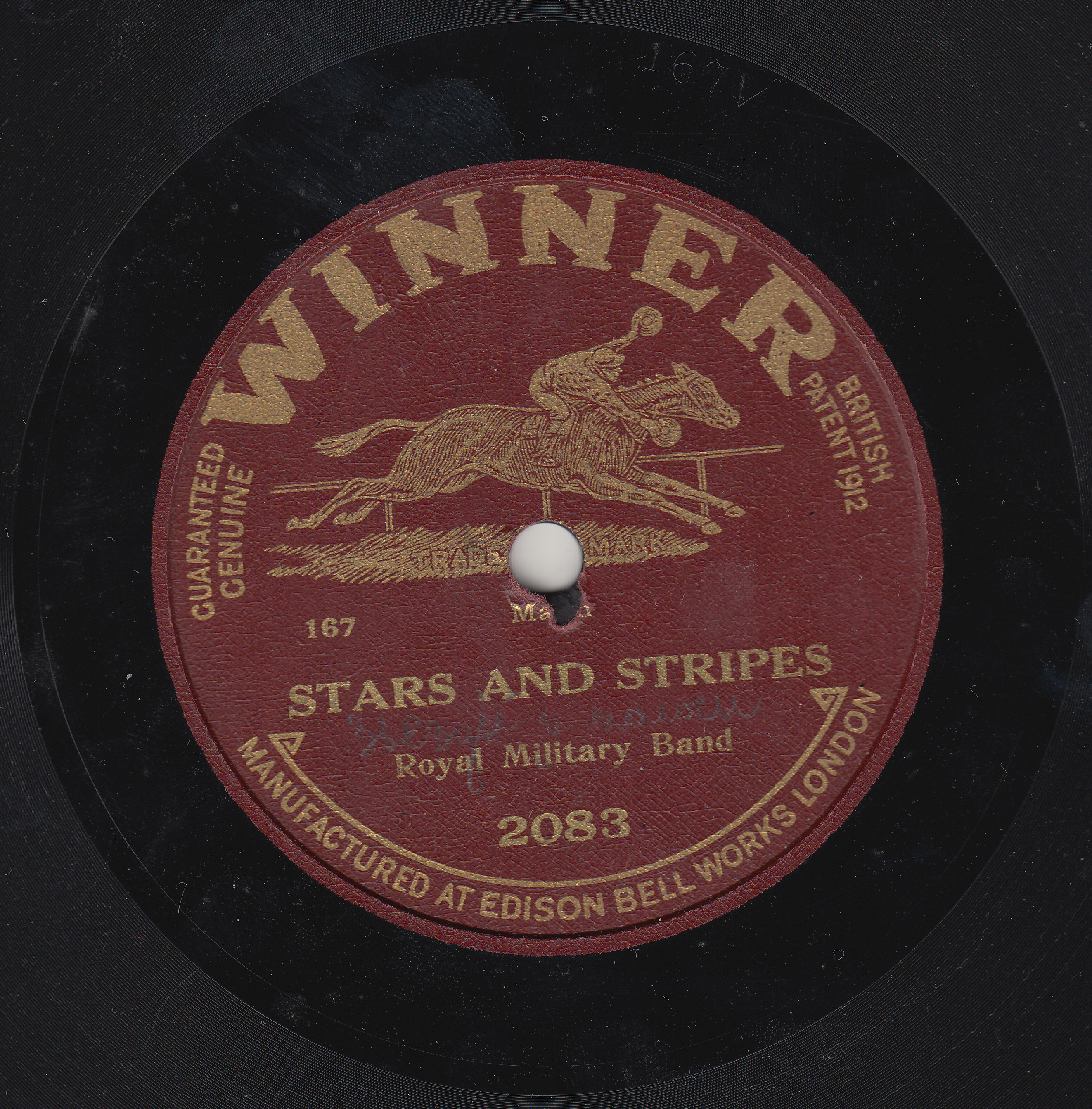
Грампластинка с записью марша «Stars and Stripes Forever», нач. XX века

Наиболее известная часть творческого наследия Сузы ― марши для духового оркестра, ему принадлежат 136 сочинений в этом жанре. Марши Сузы разнообразны по характеру, но все они отмечены оптимизмом и жизненной энергией. Среди них ― «The Stars and Stripes Forever» (с 1987 года — национальный марш США), Semper Fidelis (ставший неофициальным гимном американской Морской пехоты), «The Liberty Bell» и многие другие. Суза написал также пятнадцать оперетт, близких по стилю к работам Гилберта и Салливана, около семидесяти песен и ряд сочинений для духового оркестра.

## В театре
На музыку нескольких маршей композитора, оркестрованных Херши Кеем, балетмейстер Джордж Баланчин поставил одноактный балет «в пяти кампаниях» «Звёзды и полосы». Премьера состоялась 17 января 1958 года в Нью-Йорке, на сцене Городского центра музыки и драмы в исполнении артистов труппы Нью-Йорк Сити балет.